# 1922 en musique
| \| • Retour à la chronologie générale de la musique populaire • \| |
| XXIe siècle • XXe siècle • XIXe siècle • XVIIIe siècle XVIIe siècle • XVIe siècle • XVe siècle • XIVe siècle XIIIe siècle • XIIe siècle • XIe siècle • Xe siècle IXe siècle • VIIIe siècle • Haut Moyen Âge • Rome • Grèce |
| • Retour à la chronologie générale de la musique populaire • |

| • Retour à la chronologie générale de la musique populaire • |

| Années de la musique populaire : 1919 - 1920 - 1921 - 1922 - 1923 - 1924 - 1925    |
| Décennies de la musique populaire : 1890 - 1900 - 1910 - 1920 - 1930 - 1940 - 1950 |

Cet article présente les faits marquants de l'année 1922 en musique.

## Évènements
- La revue Tu verras Montmartre ! triomphe au Casino de Paris, avec la chanson écrite par Lucien Boyer et Charles Borel-Clerc.
- Louis Lynel crée Nuits de Chine, une chanson écrite par Bénech et Dumont.
- Georgel chante La Vipère du trottoir de Jean Rodor et Vincent Scotto.
- Janvier : le Handy's Memphis Blues Band de W. C. Handy enregistre St. Louis Blues à New York[1].
- 17 juin : Créole Jazz Band du trompettiste Joe « King » Oliver au Lincoln Gardens Cafe de Chicago.
- 1er juillet : Eck Robertson enregistre Sallie Gooden et Ragtime Annie[2].
- Septembre : la chanteuse de blues Trixie Smith chante My Man Rocks Me (With One Steady Roll) (parfois aussi intitulée My Daddy Rocks Me (With One Steady Roll))[3].
- 6 décembre : triomphe au Caire de la chanteuse Oum Kalsoum.

## Naissances
- 22 mai : Serge Reggiani, chanteur et acteur français († 22 juillet 2004).
- 13 septembre : Charles Brown, musicien et chanteur de rhythm and blues américain († 21 janvier 1999).
- 16 septembre : Marcel Mouloudji, chanteur et acteur français († 14 juin 1994).
- 22 septembre : Yvette Horner, accordéoniste française († 11 juin 2018).

## Principaux décès
- 13 août : Tom Turpin, pianiste et compositeur de ragtime américain (50 ans).